# Pachysmopoda abbreviata
Pachysmopoda abbreviata is een rechtvleugelig insect uit de familie sabelsprinkhanen (Tettigoniidae). De wetenschappelijke naam van deze soort is voor het eerst geldig gepubliceerd in 1883 door Taschenberg.